# Parandaspis vinsoni
Parandaspis vinsoni är en insektsart som först beskrevs av Mamet 1940.  Parandaspis vinsoni ingår i släktet Parandaspis och familjen pansarsköldlöss.
Artens utbredningsområde är Mauritius. Inga underarter finns listade i Catalogue of Life.